# Arbeidsconflict
Een arbeidsconflict is een conflictsituatie tussen een werknemer en werkgever. 
Van een arbeidsconflict is sprake wanneer tegenstellingen langdurig voortbestaan en niet
goed worden opgelost, mensen gefrustreerd raken en zich persoonlijk belemmerd voelen. 
In Nederland melden zich 90.000 werknemers per jaar ziek als gevolg
van een conflict op het werk. Onderzoek wijst uit dat conflicten
op het werk een belangrijke oorzaak zijn van verzuim, overspannenheid, burn-out en
arbeidsongeschiktheid.